# Torneo Regional del Noroeste 2023
El Torneo Regional del Noroeste 2023 fue la vigésima tercera edición de la competición regional de rugby del noroeste argentino. Con clubes de la Unión de Rugby de Tucumán, Jujuy, Salta y Santiago del Estero en 3 categorías.
Es uno de los 7 torneos clasificatorios para el Torneo del Interior y el campeonato de rugby en el que se enfrentan los mejores clubes de Argentina Torneo Nacional de Clubes.
Old Lions se consagró campeón, por primera vez, al vencer a Los Tarcos por 29 a 26 en la final.

## Equipos participantes

### Tucumán
- Los Tarcos.
- Tucumán Rugby.
- Universitario.
- Huirapuca.
- Natación y Gimnasia.
- Lawn Tennis.
- Jockey Club
- Lince Rugby Club

### Santiago del Estero
- Old Lions

### Salta
- Jockey Club

## Tabla
| Equipos                  | Encuentros | Puntos | Clasificación                          |
| Equipos                  | PJ         | Puntos | Clasificación                          |
| ------------------------ | ---------- | ------ | -------------------------------------- |
| Los Tarcos Rugby Club    | 18         | 63     | Semifinales y al Torneo del Interior A |
| Tucumán Rugby Club       | 18         | 60     | Semifinales y al Torneo del Interior A |
| Old Lions                | 18         | 53     | Semifinales y al Torneo del Interior A |
| Universitario Rugby Club | 18         | 52     | Semifinales y al Torneo del Interior A |
| Jockey Club de Salta     | 18         | 50     | Torneo del Interio B                   |
| Huirapuca                | 18         | 49     | Torneo del Interio B                   |
| Club Natación y Gimnasia | 18         | 48     | Torneo del Interio B                   |
| Tucumán Lawn Tennis Club | 18         | 34     | Repechaje Torneo del Interior B        |
| Jockey Club de Tucumán   | 18         | 11     | Promoción                              |
| Lince Rugby Club         | 18         | 8      | Promoción                              |
|  | Clasificados a Semifinales. |

## Fase Final
|  | Semifinales | Semifinales   | Semifinales |           |            | Final      | Final | Final |  |
|  |             |               |             |           |            |            |       |       |  |
|  |             |               |             |           |            |            |       |       |  |
|  | 1           | Los Tarcos    | 26          |           |            |            |       |       |  |
|  | 1           | Los Tarcos    | 26          |           |            |            |       |       |  |
|  | 4           | Universitario | 19          |           |            |            |       |       |  |
|  | 4           | Universitario | 19          |           | Los Tarcos | Los Tarcos | 26    |       |  |
|  |             |               |             |           | Los Tarcos | Los Tarcos | 26    |       |  |
|  |             |               | Old Lions   | Old Lions | 29         |            |       |       |  |
|  | 3           | Old Lions     | Old Lions   | Old Lions | 29         | 20         |       |       |  |
|  | 3           | Old Lions     |             |           |            | 20         |       |       |  |
|  | 2           | Tucumán Rugby | 19          |           |            |            |       |       |  |
|  | 2           | Tucumán Rugby | 19          |           |            |            |       |       |  |
|  |             |               |             |           |            |            |       |       |  |

| Campeón Old Lions |
|                   |